# 新會商會中學

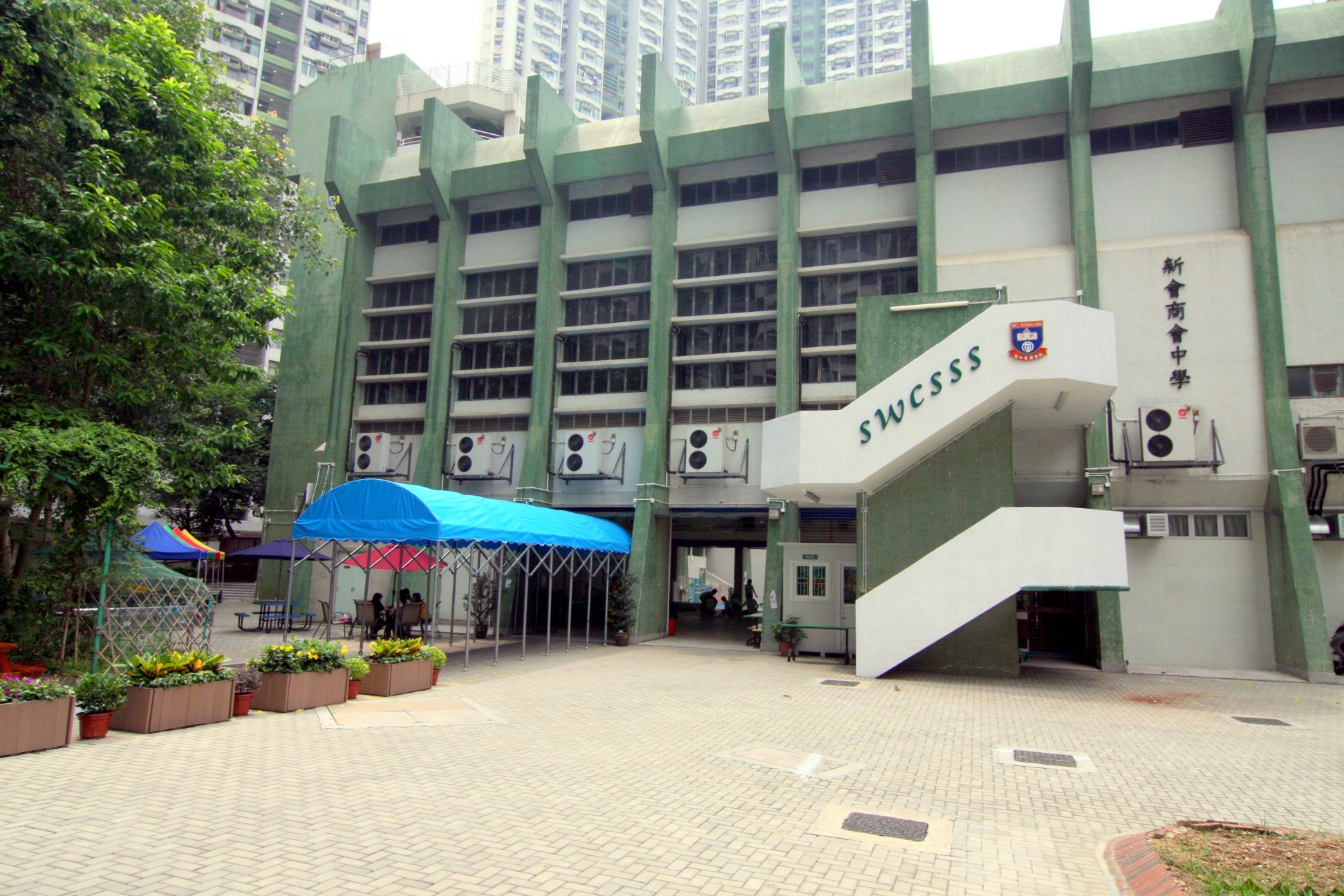
新會商會中學

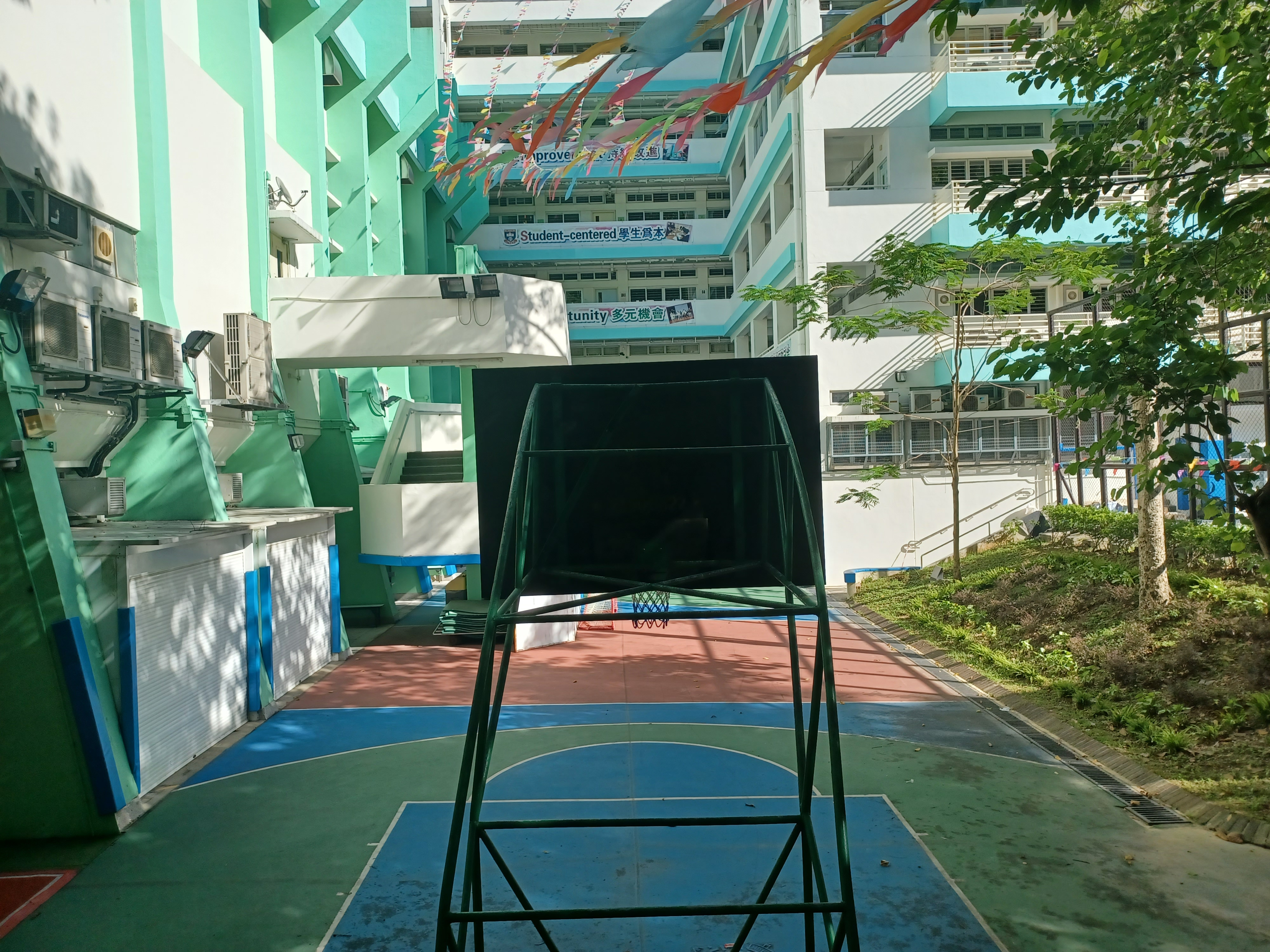
新會商會中學校舍內貌

新會商會中學（英語：San Wui Commercial Society Secondary School），是一所位於香港屯門良景邨的中學，於1988年成立，創校校長是林志鴻博士。現任校長為李卓興博士，新會商會中學為一男女混合中學，該校主要以中文教學，設有英文小班教學，校訓為「誠明」。

## 歷史
此校於1985年由僑港新會商會申辦。適逢青年會書院拒絕遷入屯門良景邨，該會遂於1988年3月獲批該校舍開辦此校。
由於現址尚未建成，此校曾先後借用恩平工商會李琳明中學及中華基督教會蒙黃花沃紀念小學校舍（亦採用標準中學校舍），直至1990年1月才遷入良景邨的標準校舍。校舍的原址曾是鎢鐵廠的辦公室及粉絲廠。
創校早年，此校曾採用英語授課，直至1998年因未達繼續作為英文中學的標準，被著令改以中文授課至今。

## 歷任校長
- 1988年-2009年：林志鴻 博士[3]
- 2009年-2022年：黃冬柏 先生
- 2022年起：李卓興 博士[註 1]

## 歷屆學生會

### 22-23年度
- 1號學生會Compass （當選）
- 2號學生會Puzzles（落選）
- 3號學生會Unique Infinity（落選）

### 21-22年度
- 1號學生會Awaking（當選）

## 校舍
此校為一座經擴建的連環型校舍，設有標準課室共27個，內有IT教學設備，初中至高中班別課室內提供儲物櫃；此外，亦設有多個獨有的教室，教學地點合共超過50個。

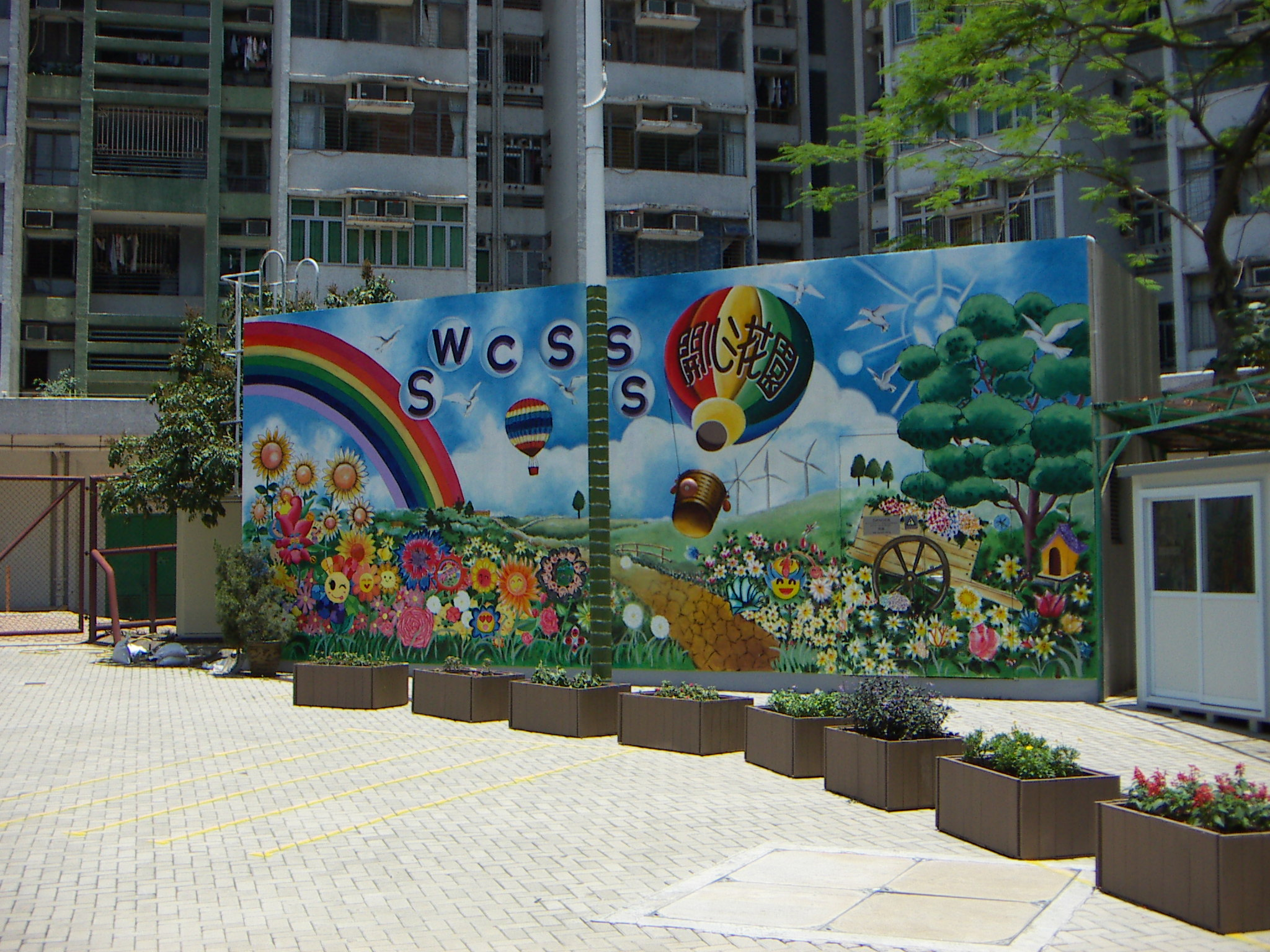
開心校園大壁畫

地下
- 開心花園大壁畫

- 英語閣
- 領袖生室
- 學生會室
- 家長教師會會議室
- 社工室
- 廚餘角
- 下樓層
- 校務處、校長室及副校長室
- 醫療室
- 學生活動中心
- 電腦輔助學習中心
- 銀禧演講廳
- 流行樂隊練習室
- 校園電台
- 多用途活動室兩個
- 有蓋操場
- 籃球場
- 更衣室
- 中央翻熱廚房

一樓
- 禮堂（可作羽毛球場使用）
- 音樂室
- 美術室
- 教職員休息室（三個）

二樓
- 科技教育室（內設電腦教學室）
- 家政室
- 多媒體學習室
- 電腦室

三樓
- 圖書館（內設電腦閣及多媒體閱讀室）
- 地理室
- 輔導活動室
- 文會軒（校史室）

四樓
- 生物實驗室
- 物理實驗室
- 小組教學A室
- 語言室

五樓
- 學生休憩區
- 綜合科學實驗室
- 化學實驗室
- 小組教學B室
- 通識教學室（兩個）

天台
- 空中花園（綠化天台）

## 著名/傑出校友
- 岑珈其（2005年中三）：香港男演員[5]
- 林耀聲：香港男演員[5]
- 吳肇軒：香港男演員[6][7][8]

## 註解
1. ↑  原為佛教慧因法師紀念中學末任校長。

## 資料來源
- 新會商會中學網頁 （页面存档备份，存于）
- 新會商會中學Facebook專頁
- 學校搜尋 （页面存档备份，存于）